# Tipula (Acutipula) apicidenticulata
Tipula (Acutipula) apicidenticulata is een tweevleugelige uit de familie langpootmuggen (Tipulidae). De soort komt voor in het Palearctisch gebied.